# آپرلفکا
شهر آپرلفکا (به روسی: Апрелевка) در کشور روسیه و در اوبلاست مسکو واقع شده‌است.